# Alison Sound
Alison Sound är en vik i Kanada.   Den ligger i provinsen British Columbia, i den sydvästra delen av landet, 3 800 km väster om huvudstaden Ottawa. Alison Sound ligger vid sjön Long Lake.
I omgivningarna runt Alison Sound växer i huvudsak barrskog. Trakten runt Alison Sound är nära nog obefolkad, med mindre än två invånare per kvadratkilometer.